# Sun Is Up
Sun Is Up è una canzone electropop della cantante rumena Inna ed è stata pubblicata come primo singolo dal suo secondo album in studio I Am the Club Rocker. La canzone è stata scritta e prodotta dal trio Play & Win ed è stata ufficialmente inviata alle stazioni radio rumene il 29 giugno 2010.
Nel Regno Unito e in Irlanda è uscita come sesto singolo dall'album di debutto Hot.

## Video musicale
Il video musicale del brano è stato girato il 24 agosto 2010 a Marbella, in Spagna. È stato diretto da Alex Herron. Il video musicale ufficiale debutta finalmente il 30 settembre 2010 sul sito web di Inna. La durata del video è di 3:18 minuti ed è stato girato in HD.
Il video inizia con Inna che attraversa un fiume a piedi nel bel mezzo di una foresta, vestita in verde, poi appare davanti a uno shooting fotografico con Tore Frisholm, con tutto il suo team di trucco e parrucco che l'aiuta a prepararsi per il servizio. La scena successiva è con Inna in una vasca idromassaggio in una casa di montagna. Poi, Inna balla e canta a una festa di sera. Quando il sole tramonta Inna è a casa sua, si mette in posa sul suo letto e viene fotografata da Frisholm privatamente. Negli ultimi istanti, il video mostra nuovamente la scena della festa. Alla fine, Inna e Frisholm guardano il tramonto nel video.

## Successo
La canzone è diventata rapidamente un successo radiofonico nel paese d'origine della cantante, la Romania, e finora ha raggiunto la posizione numero due Romanian Top 100. Sia in Svizzera che in Italia ha raggiunto il disco d'oro per le 15 000 copie vendute, invece nel Regno Unito, vince il disco d'argento per aver venduto più di 200 000 copie.
Il brano si è, inoltre, aggiudicato l'Eurodanceweb Award 2010, prestigioso riconoscimento assegnato ogni anno da una giuria di esperti del panorama musicale internazionale.
In Francia, Sun Is Up, nel primo semestre del 2011, è stato il sesto singolo più scaricato con una vendita pari a 123 448 copie.

## Formati e tracce
- Romania Airplay (2010)[8]

1. Sun Is Up (Play & Win Radio Edit) - 3:44

- Spagna Digital Single (2011)[9]

1. Sun Is Up (Play & Win Radio Edit) - 3:44
2. Sun Is Up (Odd Remix Radio Edit) - 3:20
3. Sun Is Up (Odd Remix) - 6:05
4. Sun Is Up (Dandeej Remix) - 7:04
5. Sun Is Up (Ilario Estevez Remix) - 5:34

- UK Digital Download (2011)[10]

1. Sun Is Up (UK Radio Edit) - 2:32

- Francia CD Single Enhanced (2011)[11]

1. Sun Is Up (Play & Win Radio Edit) - 3:44
2. Sun Is Up (Odd Remix) - 6:05
3. Sun Is Up (Dandeej Remix) - 7:04
4. Sun Is Up (Ilario Estevez Remix) - 5:34
5. Sun Is Up (Video Clip) - 3:18

- Italia CD Single Enhanced & Digital Single (2011)[12]

1. Sun Is Up (Play & Win Radio Edit) - 3:44
2. Sun Is Up (Odd Remix Radio Edit) - 3:20
3. Sun Is Up (Mico Remix Radio Edit) - 3:29
4. Sun Is Up (Odd Remix) - 6:05
5. Sun Is Up (Mico Remix) - 6:06
6. Sun Is Up (Dandeej Remix) - 7:04
7. Sun Is Up (Ilario Estevez Remix) - 5:34
8. Sun Is Up (Video Clip) - 3:18

- UK Digital Remixes (2011)[13]

1. Sun Is Up (Play & Win Extended Mix) - 4:43
2. Sun Is Up (Cahill Club Remix) – 7:17
3. Sun Is Up (Kryder Remix) – 5:30
4. Sun Is Up (Mico Remix) - 6:06
5. Sun Is Up (Odd Remix) - 6:05
6. Sun Is Up (Dandeej Remix) - 7:04
7. Sun Is Up (Ilario Estevez Remix) - 5:34

- US CD Single (2011)[14]

1. Sun Is Up (Play & Win Radio Edit) - 3:44
2. Sun Is Up (Mico Remix Radio Edit) - 3:29
3. Sun Is Up (Mico Remix) - 6:06

- UK CD Single (2011)[15]

1. Sun Is Up (UK Radio Edit) – 2:32
2. Sun Is Up (Cahill Radio Edit) – 3:25
3. Sun Is Up (Cahill Club Remix) – 7:17
4. Sun Is Up (Play & Win Extended Mix) - 4:43
5. Sun Is Up (Ilario Estevez Remix) - 5:34
6. Sun Is Up (Mico Remix) - 6:06

- Svezia CD Single (2011)[16]

1. Sun Is Up (Play & Win Radio Edit) - 3:44
2. Sun Is Up (Play & Win Extended Mix) - 4:43
3. Sun Is Up (Cahill Radio Edit) – 3:25
4. Sun Is Up (Cahill Club Remix) – 7:17
5. Sun Is Up (Odd Remix) - 6:05
6. Sun Is Up (Dandeej Remix) - 7:04
7. Sun Is Up (Ilario Estevez Remix) - 5:34
8. Sun Is Up (Mico Remix) - 6:06
9. Sun Is Up (Kryder Remix) – 5:30

- Australia Digital Single (2011)[17]

1. Sun Is Up (Play & Win Radio Edit) - 3:44
2. Sun Is Up (Video Clip Edit) - 3:18
3. Sun Is Up (Odd Remix) - 6:05
4. Sun Is Up (Odd Remix Radio Edit) - 3:20
5. Sun Is Up (Dandeej Remix) - 7:04
6. Sun Is Up (Ilario Estevez Remix) - 5:34
7. Sun Is Up (Mico Remix) - 6:06
8. Sun Is Up (Mico Remix Radio Edit) - 3:29
9. Sun Is Up (Play & Win Extended Mix) - 4:43
10. Sun Is Up (Cahill Radio Edit) – 3:25
11. Sun Is Up (Cahill Club Remix) – 7:17
12. Sun Is Up (Cahill Instrumental Mix) – 7:11
13. Sun Is Up (Kryder Remix) – 5:30

- Germania CD Single (2011)[18]

1. Sun Is Up (Play & Win Radio Edit) - 3:44
2. Sun Is Up (Play & Win Extended Mix) - 4:43

## Classifiche
Il brano inoltre fa il suo ingresso nella classifica ufficiale statunitense redatta dalla rivista Billboard nelle categorie "Euro Digital Song" alla posizione numero 19, nella "Global Dance Song" alla posizione 11, nella "Mexico Airplay" alla posizione numero 219, compresa anche la "Mexico Ingles Airplay" alla posizione numero 5 e nella "Dance/Mix Show Airplay" americana, alla posizione numero 4.
| Classifica (2010/2011) | Posizione massima |
| ---------------------- | ----------------- |
| Austria                | 33                |
| Belgio (Fiandre)       | 17                |
| Belgio (Vallonia)      | 5                 |
| Brasile                | 63                |
| Bulgaria               | 1                 |
| Francia                | 2                 |
| Germania               | 26                |
| Irlanda                | 38                |
| Italia                 | 30                |
| Paesi Bassi            | 7                 |
| Polonia                | 15                |
| Regno Unito            | 15                |
| Repubblica Ceca        | 31                |
| Romania                | 2                 |
| Russia                 | 3                 |
| Scozia                 | 13                |
| Slovacchia             | 20                |
| Spagna                 | 22                |
| Svezia                 | 49                |
| Svizzera               | 3                 |
| Ungheria               | 1                 |

### Classifiche di fine anno
| Classifica (2011) | Posizione |
| ----------------- | --------- |
| Belgio (Vallonia) | 28        |
| Germania          | 96        |
| Paesi Bassi       | 43        |
| Romania           | 85        |
| Svizzera          | 35        |

## Date di pubblicazione
| Nazione     | Data             | Formato                      | Etichetta                         |
| ----------- | ---------------- | ---------------------------- | --------------------------------- |
| Romania     | 29 giugno 2010   | Airplay                      | Roton Romania                     |
| Francia     | 10 gennaio 2011  | Digital Download             | Airplay Records                   |
| Spagna      | 8 febbraio 2011  | Digital Download             | Roton Records                     |
| Stati Uniti | 8 febbraio 2011  | Digital Download             | Ultra Records                     |
| Regno Unito | 8 febbraio 2011  | Digital Download             | 3Beat                             |
| Svizzera    | 18 febbraio 2011 | Digital Download             | Roton Records                     |
| Francia     | 28 febbraio 2011 | CD Singolo                   | Airplay Records                   |
| Italia      | 3 marzo 2011     | CD Singolo, Digital Download | Do It Yourself                    |
| Regno Unito | 28 marzo 2011    | Remixes Digital Download     | 3Beat                             |
| Stati Uniti | 29 marzo 2011    | CD Singolo                   | Ultra Records                     |
| Messico     | 26 aprile 2011   | Digital Download             | +Màs Label, EMPO                  |
| Regno Unito | 1º maggio 2011   | CD Singolo                   | 3Beat                             |
| Danimarca   | 6 maggio 2011    | Digital Download             | Catchy Tunes/Family Tree Music AB |
| Svezia      | 6 maggio 2011    | CD Singolo                   | Catchy Tunes/Family Tree Music AB |
| Australia   | 21 maggio 2011   | Digital Download             | Central Station                   |
| Germania    | 27 maggio 2011   | CD Singolo                   | Roton Romania                     |